# Volksbefreiungspartei-Front der Türkei
Türkiye Halk Kurtuluş Partisi-Cephesi (THKP-C, dt. Volksbefreiungspartei-Front der Türkei) war eine bewaffnete marxistisch-leninistische Untergrundorganisation in der Türkei.

## Aktionen
Die THKP-C verübte Banküberfälle, um an Geld für ihre Aktionen zu kommen. Im Februar 1971 wurde bei dem Raub eines Fluchtfahrzeugs für den Überfall auf die Ziraat Bankası der 23-jährige Chauffeur Mesut Erdinç getötet, da die Täter ihn entführten, fesselten und knebelten und in ihrem Unterschlupf vergaßen. Führungspersonen der Organisation entführten  Mete Has und später Talip Aksoy und ließen sie nach Erhalt von Lösegeld frei. Efraim Elrom, der Generalkonsul Israels, wurde entführt, um inhaftierte Genossen freizupressen. Des Weiteren sollte ein Kommuniqué der Organisation verlesen werden. Elrom wurde mit Kopfschüssen getötet, als die Forderungen nicht erfüllt wurden.

## Liquidierung der Führung
Die Organisation wurde 1970 von Mahir Çayan, Hüseyin Cevahir, Ulaş Bardakçı, Ertuğrul Kürkçü, Yusuf Küpeli, Münir Ramazan Aktolga, Oktay Etiman, Ziya Yılmaz und Kamil Dede gegründet. In der Türkei wurde die THKP-C als terroristisch eingestuft. Kurz nach dem Militärputsch in der Türkei 1971 wurden fast alle Führungspersonen der Organisation von den türkischen Streitkräften getötet, eine große Zahl der Sympathisanten wurden verhaftet und die Organisation wurde aufgelöst. Organisationsgründer Çayan wurde 1972 in Kızıldere getötet, als sie sich mit drei ausländischen Entführungsopfer verschanzt hatten und von der Jandarma gestellt wurden.

## Neugründungen
Nach den Diskussionen der THKP-C-Anhänger über die Niederlage kristallisierten sich verschiedene Splittergruppe heraus, darunter die Föderation der Revolutionären Jugend der Türkei, Devrimci Yol (Revolutionärer Weg), und die Gruppe Devrimci Sol (Revolutionäre Linke), die in THKP/-C Devrimci Sol und in die Revolutionäre Volksbefreiungspartei-Front aufging.